# Dover (Kent)
 Ovo je članak o Doveru u Kentu. Za druga značenja pogledajte Dover (razdvojba).
Dover (/ˈdoʊvər /) je grad i glavna trajektna luka u Kentu u jugoistočnoj Engleskoj. Okrenut je prema Francuskoj preko doverskih vrata, inače najužeg dijela La Manchea koji u dužini od 33 kilometra razdvaja Dover od rta Cap Gris-Nez
 u Francuskoj. Leži jugoistočno od Canterburyja i istočno od Maidstona. Grad je administrativno središte Okruga Dover u kojem se nalazi i luka Dover. Obalne litice oformljene od sedimentnih stijena krede poznate su kao Bijele litice Dovera, značajna su turistička atrakcija cijeloga Kenta.
Arheološki nalazi otkrili su da je to područje uvijek bilo u fokusu kada je riječ kretanjima ljudima koji su tuda ulazili i izlazili iz Britanije. Ime potječe od rijeke Dour koja kroz nju protiče.
Luka Dover, kao i turizam, osiguravaju zaposlenje velikom broju ljudi cijeloga okruga.

## Etimologija
Ime Dovera je prvi put zabilježeno u latiniziranom obliku Portus Dubris, a potječe od stare britanske riječi (keltskog podrijetla) za vodu (dwfr na srednjem velškom, 'dŵr na modernom velškom jeziku). Isti element prisutan je u francuskom nazivu grada Douvres i imenu rijeke Dour, što je očito i u drugim engleskim gradovima poput Wendovera. Međutim, moderno velško ime Dofr adaptacija je engleskog imena Dover.
Izvjesno je da je sadašnje ime bilo u upotrebi barem u doba Shakespeareova kralja Leara (između 1603. i 1606.), u kojem sam grad i njegove litice igraju istaknutu ulogu.

## Povijest
Arheološki nalazi pokazali su da je na tom području bilo ljudi iz kamenog doba, te da postoje i neki nalazi iz željeznog doba. Tijekom rimskog razdoblja područje je postalo dijelom rimske cestovne mreže. Dover je bio cestovno povezan s Canterburyjem i Watling Cestom da bi postao Portus Dubris, utvrđena luka. Dover ima djelomično sačuvani rimski svjetionik koji je najviša sačuvana rimska građevina u Britaniji, kao i ostatke vile s očuvanim zidnim freskama. Dover je kasnije zabilježen u Knjizi Sudnjeg dana.
Vremenom su izgrađene utvrde iznad luke, te svjetionici u svrhu sigurnog vođenja prolazećih brodova. Dover je bio jedna od luka Cinque (Cinque Ports na francuskom pet luka), povijesnog niza obalnih luka-gradova u Kentu, Sussexu i Essexu i služio je kao bastion protiv raznih napadača, osobito Francuza tijekom Napoleonovih ratova i Njemačke tijekom Drugog svjetskog rata.
1974. došlo je do otkriča značajnih artefakata u zaljevu Langdon blizu obale u blizini Dovera. Od značajnijih artefakata bitno je izdvojiti brončane sjekire francuskog dizajna koje su vjerojatno ostatak tereta s nekog potonulog broda. Istodobno, ovo otkriće također ukazuje na činjenicu da su trgovački putovi preko La Manchea između Engleske i Francuske postojali već u brončanom dobu pa čak i ranije.

1992. godine u dubini od šest metara pod vodom otkriven je takozvani brod Dover iz brončanog doba. Ovo je jedno od najstarijih nalaza plovidbenog broda. Koristeći radiokarbonsku metodu istraživanja, određeno je da je godina gradnje broda bila 1550. pr. Kr.

## Geografija
Dover je u jugoistočnom kutu Britanije. Od Južnog Forelanda, najbliže točke europskom kopnu, Cap Gris Nez udaljen je 34 kilometara preko Doverskog tjesnaca.
Izvorno naselje nalazilo se u dolini rijeke Dour, i bilo je zaklonjeno od prevladavajućih jugozapadnih vjetrova, koji su dovodili do zamućivanja riječnog ušća djelovanjem velikog nanosa mulja stoga je, u kasnijoj fazi svog postojanja, grad bio prisiljen napraviti umjetne lukobrane kako bi luka ostala opstojna. Ti su lukobrani kroz svoju povijest proširivani i prilagođavani, tako da luka gotovo u potpunosti leži na melioriranom i zaštićenom zemljištu.
Više zemljište s obje strane doline - Doverski zapadni visovi (Dover Western Heights) i istočna uzvisina na kojoj se nalazi Dvorac Dover - prilagođeno je za efikasnu zaštitu od napadača. Grad se postupno širio dolinom rijeke, kojom prilikom je uz nju nastalo nekoliko sela.

## Demografija
1800. godine, godinu prije prvog britanskog nacionalnog popisa, Edward Hasted (1732. – 1812.), engleski antikvar i povjesničar, izvijestio je da grad ima gotovo 10 000 stanovnika. Na popisu stanovništva iz 2001. godine, grad Dover imao je 28 156 stanovnika, dok je stanovništvo cijelog urbanog područja Dovera, prema podtcima Ureda za državnu statistiku, brojalo 39 078 stanovnika.
Širenjem Dovera, mnoga udaljenija drevna sela pripojila su se gradu. Izvorno su župe Dover sv. Marija i Dover sv. James, od 1836. Buckland i Charlton postale dio Dovera, a Maxton (zaselak na zapadu), River, Kearsney, Temple Ewell i Whitfield, sve sjeverno od središta grada, nalaze se unutar njegove konurbacije.

## Turizam
Dover je poznat po sedimentnim stijenskim liticama od bijele krede, koje se tradicionalno nazivaju "Doverskim bijelim liticama". 
Dozvoljeno je planinariti liticama, a iste su u vlasništvu Nacionalnog fonda i to je jedna znamenitosti koja privlači alpiniste. 
Te visoke bijele litice Dovera donijele su Britaniji nadimak Albion.

## Gradovi prijatelji
Dover ima ugovore o prijateljstvu sa sljedećim gradovima:
| - Hrvatska Split, Hrvatska, od 1958. - Francuska Calais, Francuska, od 1973. - SAD Huber Heights, Ohio, Sjedinjene Američke Države |

## Galerija
- Pogled iz zraka na luku Dover.
- Luka Dover i bijele litice u pozadini.
- Dvorac Dover panorama iz zraka.
- Dvorac Dover iz 2011.
- Luka Dover, pogled s Bijelih litica.